# 辛群
在數學中，辛群可以指涉兩類不同但關係密切的群。在本條目中，我們分別稱之為Sp(2n,F)與Sp(n)。後者有時也被稱作緊緻辛群以資區別。許多作者偏好不同的記法，通常是差個二的倍數。本條目採用的記法與矩陣的大小相稱。

## Sp(2n, F)
域F上次數為2n的辛群是由2n階辛矩阵在矩陣乘法下構成的群，記為Sp(2n,F)。由於辛矩陣之行列式恆等於一，此群是SL(2n,F)的子群。
抽象而言，辛群可定義為F上一個2n維向量空間上保存一個非退化、斜對稱雙線性形的所有可逆線性變換。帶有這種雙線性形的向量空間稱為辛向量空間。一個辛向量空間V產生的辛群記為Sp(V)。
當n=1，有Sp(2,F)=SL(2,F)，當n>1時，Sp(2n,F)是SL(2n,F)的真子群。
通常將域F取為實數域{\displaystyle \mathbb {R} }、複數域{\displaystyle \mathbb {C} }或非阿基米德局部域，如p進數域{\displaystyle \mathbb {Q} _{p}}。此時辛群Sp(2n,F)是維度等於{\displaystyle n(2n+1)}的連通代數群。{\displaystyle \mathrm {Sp} (2n,\mathbb {C} )}是單連通的，而{\displaystyle \mathrm {Sp} (2n,\mathbb {R} )}的基本群則同構於{\displaystyle \mathbb {Z} }。
{\displaystyle \mathrm {Sp} (2n,F)}的李代數可以刻劃為滿足下列條件的2n階方陣{\displaystyle A}：
{\displaystyle \Omega A+A^{T}\Omega =0}
其中{\displaystyle A^{T}}表示{\displaystyle A}的轉置矩陣，而{\displaystyle \Omega }是下述反對稱矩陣
{\displaystyle \Omega ={\begin{pmatrix}0&I_{n}\\-I_{n}&0\\\end{pmatrix}}}

## Sp(n)
緊辛群 {\displaystyle \mathrm {Sp} (n)} 定義為 {\displaystyle \mathrm {H} ^{n}}（{\displaystyle \mathbb {H} }表四元數）上保持標準埃爾米特形式
{\displaystyle \langle x,y\rangle ={\bar {x}}_{1}y_{1}+\cdots +{\bar {x}}_{n}y_{n}}
之可逆線性變換。換言之，{\displaystyle \mathrm {Sp} (n)} 即四元數上的酉群{\displaystyle \mathrm {U} (n,\mathbb {H} )}。有時此群也被稱為超酉群。{\displaystyle \mathrm {Sp} (1)} 即單位四元數構成之群，拓撲上同胚於三維球 {\displaystyle \mathbb {S} ^{3}}。
{\displaystyle \mathrm {Sp} (n)} 並不同構於之前定義的 {\displaystyle \mathrm {Sp} (2n,\mathbb {R} )}。下節將解釋其間的聯繫。
{\displaystyle \mathrm {Sp} (n)} 是 {\displaystyle n(2n+1)} 維之緊緻、連通、單連通實李群，並滿足
{\displaystyle Sp(n)=U(2n)\cap Sp(2n,\mathbb {C} )}
其李代數由滿足下述關係的 n 階四元數矩陣構成
{\displaystyle A+A^{\dagger }=0}
其中 {\displaystyle A^{\dagger }} 是 {\displaystyle A} 的共軛轉置（在此取四元數之共軛運算）。李括積由矩陣之交換子給出。
緊辛群 {\displaystyle \mathrm {Sp} (n)} 有时称为酉辛群，记为 {\displaystyle \mathrm {USp} (2n)}

## 辛群之間的關係
以上定義之{\displaystyle \mathrm {Sp} (2n,\mathbb {R} )}與{\displaystyle \mathrm {Sp} (n)}之李代數在複化後給出相同的單李代數。此李代數記作{\displaystyle C_{n}}。此李代數也就是複李群{\displaystyle \mathrm {Sp} (2n,\mathbb {C} )}之李代數，記作{\displaystyle \mathrm {sp} (2n,\mathbb {C} )}。它有兩個不同的實形式：
1. 緊緻形式{\displaystyle \mathrm {sp} (n)}，即{\displaystyle \mathrm {Sp} (n)}之李代數。
2. 正規形式{\displaystyle \mathrm {sp} (2n,\mathbb {R} )}，即{\displaystyle \mathrm {Sp} (2n,\mathbb {R} )}。

|           | 矩陣 | 李群 | dim/R      | dim/C     | 緊緻 | π1 |
| --------- | ---- | ---- | ---------- | --------- | ---- | -- |
| Sp(2n, R) | R    | 實   | n(2n + 1)  | –         | 否   | Z  |
| Sp(2n, C) | C    | 複   | 2n(2n + 1) | n(2n + 1) | 否   | 1  |
| Sp(n)     | H    | 實   | n(2n + 1)  | –         | 是   | 1  |